# Cunel
Cunel è un comune francese di 15 abitanti situato nel dipartimento della Mosa nella regione del Grand Est.

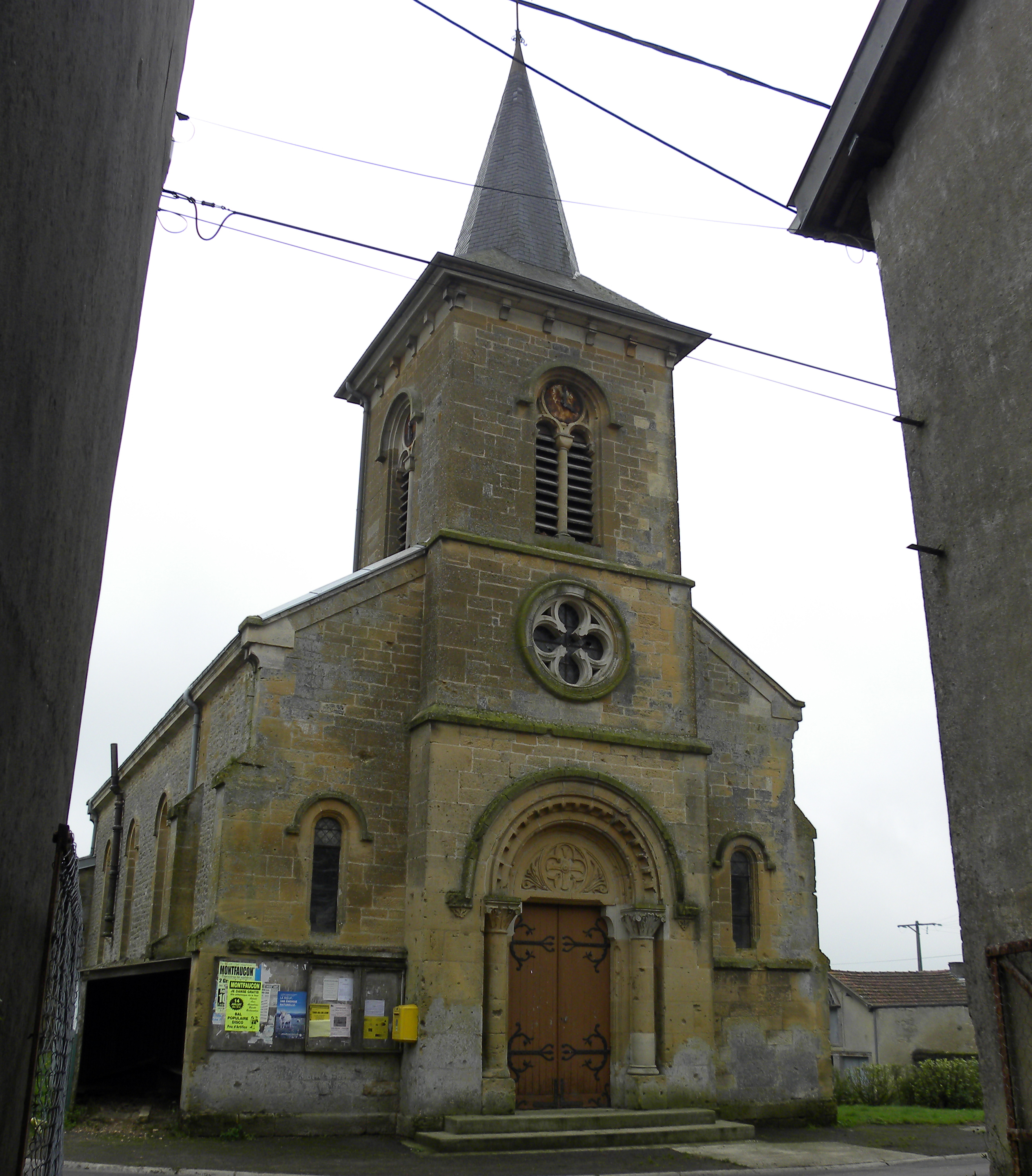

## Società

### Evoluzione demografica
Abitanti censiti